# Maurice-Bernard Endrèbe
Pour les articles homonymes, voir Hollander.
Maurice-Bernard Endrèbe, né le 27 septembre 1918 à Limoges et mort le 10 juillet 2005 à Paris, est un traducteur, chroniqueur et écrivain français, spécialiste du roman policier. Critique reconnu, il fonde en 1948 le Grand prix de littérature policière.
Il utilise également les pseudonymes de Maurice-Bernard Derbène, Maurice Endrèbe, Bernard Bernède, Louise Lalanne, Guy Hollander et Roger Martens. 

## Biographie
Né à Limoges, il passe son adolescence à Cambrai et à Bagnères-de-Bigorre.  Tout en manifestant un réel intérêt pour l'écriture, il dévore les romans policiers d'Agatha Christie, de Patrick Quentin, d'Anthony Berkeley, de Rufus King, de Claude Aveline et de Stanislas-André Steeman, son parrain littéraire à qui il rend visite à Bruxelles dès 1935 et auquel il dédiera en 1944 Le Crime à votre porte, son premier roman édité.
En 1935, alors qu'il travaille dans une banque, il participe à un concours annuel de nouvelles organisé par l'hebdomadaire À la page (le jury comprenait, entre autres, François Mauriac, Henri Massis et Daniel-Rops). Sa nouvelle est publiée, ainsi que d'autres adressées pour les concours des années suivantes, ce qui l'encourage à rédiger des récits policiers ou sentimentaux pour divers magazines. En 1939, il se lance dans la traduction, un domaine où il devient bientôt extrêmement productif, en plus d'être bientôt reconnu comme un critique respecté de la littérature policière. Il se lie d'amitié avec plusieurs auteurs du genre, dont Claude Aveline, Léo Malet, Pierre Boileau, Thomas Narcejac, Philippe Géry (qui inspirera le personnage de Patrice Géron dans La Vieille Dame sans merci), Michel Lebrun, Fred Kassak et Louis C. Thomas (dont le roman à clef Les écrits restent a pour héros un écrivain parisien de romans policiers du nom de Maurice Latel - à qui le livre est par ailleurs dédié - ayant tous les traits de caractère de Maurice Endrèbe-Lataulère).
En marge de ces activités, il fait paraître entre 1944 et 1977 une série policière ayant pour héroïne récurrente Elvire Prentice, née d'Escarbagnas, dite « la vieille dame sans merci ». En 1957, dans l'une de ses enquêtes située pendant le Festival de Cannes, Une couronne au palmarès, apparaît Nestor Burma, le héros récurrent de Léo Malet. La même année, Elvire fait elle-même une apparition dans une des enquêtes parisiennes de Burma, Boulevard… ossements.
Directeur de collections policières réputées (L'Empreinte de La Nouvelle Revue Critique, Un mystère des Presses de la Cité, P.J. aux Éditions Julliard), il fonde en 1948 le Grand prix de littérature policière et signe de nombreux scénarios de la série télévisée Les Cinq Dernières Minutes.
De 1966 à 1974, avec Michel Lebrun, il tient une rubrique de critiques de romans dans Alfred Hitchcock magazine où il fait découvrir de nombreux talents. Simultanément, sous le pseudonyme de Louise Lalanne (emprunté à Guillaume Apollinaire), il tient seul le même genre de rubrique dans Mystère magazine, autre revue mensuelle des Éditions OPTA. À de nombreuses reprises, il rédige des critiques sensiblement différentes des mêmes œuvres sous ses deux signatures dans les deux revues, et il lui arrive parfois de s'adresser, d'une revue à l'autre, des clins d'œil qui échappent à la quasi-totalité de ses lecteurs non initiés. 
Parmi les textes qu'il a traduits de l'anglais, on compte notamment Quatre évaporées de Stuart Palmer, Et merci pour le chocolat de Charlotte Armstrong, L'Affaire Manderson d'E. C. Bentley, Sans remords d'Anthony Berkeley, Fin de chapitre de Nicholas Blake, Trois Détectives de Leo Bruce, Trois Souris d'Agatha Christie, Le Chien des Baskerville d'Arthur Conan Doyle, La Guêpe d'Ursula Curtiss, Les femmes sont friponnes d'A.A. Fair, Lady Fantôme et Rendez-vous en noir de William Irish (ainsi que de nombreuses nouvelles du même auteur), Le Passager de L'Eastern Bay de Rufus King, La Vérité qui tue d'Helen McCloy, La Femme de sa mort de Margaret Millar, Le Vol du faucon et La Maison sur le rivage de Daphné Du Maurier, Pavillons lointains de Mary Margaret Kaye, Le Signe du caducée d'A. J. Cronin, Lord Peter et le Mort du 18 juin de Dorothy Sayers, la série des Puzzles mettant en scène Peter et Iris Duluth de Patrick Quentin et deux des chefs-d'œuvre de John Dickson Carr : Le Sphinx endormi et La Chambre ardente
Le 10 juillet 2005, Maurice-Bernard Endrèbe est retrouvé mort à son domicile du 9e arrondissement de Paris,.

## Œuvre

### Romans
- La Pire des choses, Paris, Le Portulan, coll. La Mauvaise Chance no 20, 1947 ; réédition, Paris, Librairie des Champs-Élysées, Le Masque no 1758, 1984
- Danger intime, Paris, Le Portulan, coll. La Mauvaise Chance no 29, 1948 ; réédition, Paris, Librairie générale française, Le Livre de poche no 14056, 1996
- La Mort bat la campagne, Paris, La Bruyère, coll. La Cagoule no 83, 1951 ; réédition, Paris, La Corne d'Or, coll. Policier no 3, 1956
- L'Invité de la dernière heure suivi de La Mort en loterie de Patrick O'Keefe, Paris, Le Sillage, coll. Super-Yard policier no 10, 1952 ; réédition du même roman d'Endrèbe, suivi de La Pire des choses, OPTA, coll. Littérature policière, 1976
- La Vieille Dame sans merci, Paris, Presses de la Cité, Un mystère no 103, 1952 ; réédition, Paris, Librairie des Champs-Élysées, Le Club des Masques no 512, 1983
- La Morte-Saison, Paris, Presses de la Cité, Un mystère no 170, 1954
- Gondoles pour le cimetière, Paris, Presses de la Cité, Un mystère no 216, 1955 ; réédition, Paris, Librairie des Champs-Élysées, Le Club des Masques no 543, 1985
- Elvire à la tour monte, Paris, Presses de la Cité, Un mystère no 268, 1956
- Du poil de la bête, Paris, Presses de la Cité, Un mystère no 314, 1956
- La Bière de Munich, Paris, Presses de la Cité, Un mystère no 324, 1957
- Sauf erreur ou homicide, Paris, Presses de la Cité, Un mystère no 360, 1957
- Le Mur d'ombre, Paris, Maison de la bonne presse, coll.La Frégate, no 133, 1957
- Une couronne au palmarès, Paris, Presses de la Cité, Un mystère no 376, 1958
- L'Affaire de 5 minutes, Paris, Presses de la Cité, Un mystère no 462, 1959
- Le Fromage de Hollande, Paris, Presses de la Cité, Un mystère no 567, 1961
- Montmeurtre, Paris, Presses de la Cité, Un mystère no 674, 1963
- L'Indice, Paris, Denoël, coll. Sueurs froides, 1977 ; réédition Paris, Librairie des Champs-Élysées, Le Masque no 2479, 2003

### Nouvelles

#### Recueils de nouvelles
- Elvire se met en 4, Paris, Presses de la Cité, Un mystère no 519, 1960
- Vous mendierez des nouvelles, Paris, Presses de la Cité, Mystère no 50, 1967 (comprend Les Cinq Lettres, Le Défaut de la cuirasse et Le Langage des fleurs)

#### Nouvelles isolées
- Cercles, nouvelle de 4 pages in° Ce soir, 8 heures par Stéphane Rey. Éditions Beinaerdt, Bruxelles. 1941. 16e de la Coll. « Le Jury » dirigée par Stanislas-André Steeman.
- L'Affaire d'une heure, Les Nouvelles du matin, 1945
- Le Bal des altesses, Nuit et Jour, 1946 ; réédition sous le titre Le Bal des reines, Le Méridional du dimanche, 1947
- La Suite et la Fin, Paris, Opta, Mystère magazine no 229, février 1967
- Une femme est morte, Paris, Opta, Mystère magazine no 340, juin 1976
- La Souris, Paris, Tréga, Magazine du mystère no 4, mars 1977
- Tout le monde sur le pont, Paris, Tréga, Magazine du mystère no 7, juin 1977

### Sketch radiophonique
- Témoin dans la nuit, Paris, Opta, Mystère magazine no 140, septembre 1959

## Filmographie
Comme scénariste
- 1958 : Les Cinq Dernières Minutes, épisode D'une pierre deux coups de Claude Loursais
- 1958 : Les Cinq Dernières Minutes, épisode L'habit fait le moine de Claude Loursais
- 1958 : Les Cinq Dernières Minutes, épisode Le Théâtre du crime de Claude Loursais
- 1960 : Dernier cri de Claude Loursais

## Sources
- Claude Mesplède (dir.), Dictionnaire des littératures policières, vol. 1 : A - I, Nantes, Joseph K, coll. « Temps noir », 2007, 1054 p. (ISBN 978-2-910-68644-4, OCLC 315873251), p. 670-671.